# Wybory prezydenckie w Stanach Zjednoczonych w 1808 roku

Mapa wyborcza Stanów Zjednoczonych w 1808 roku. Liczba na mapie określa liczbę przedstawicieli stanu w Kolegium Elektorów

Wybory prezydenckie w Stanach Zjednoczonych w 1808 roku – szóste wybory prezydenckie w historii Stanów Zjednoczonych. Na urząd prezydenta wybrany został James Madison, a wiceprezydentem został George Clinton.

## Kampania wyborcza
Kończący drugą kadencję Thomas Jefferson, pomimo namów ze strony Partii Demokratyczno-Republikańskiej, odmówił ponownego kandydowania na prezydenta i poparł kandydaturę Jamesa Monroego. Wówczas w obozie republikanów powstał rozłam, który doprowadził do dwóch konwencji, na których forsowano kandydatury Jamesa Madisona i Jamesa Monroego. Kampania wewnątrzpartyjna była długa i męcząca. Kandydatem republikanów został ostatecznie sekretarz stanu w gabinecie Jeffersona – Madison. Nominację wiceprezydencką otrzymał George Clinton. Kandydatem Partii Federalistycznej, podobnie jak cztery lata wcześniej, był Charles Pinckney, a jego zastępcą miał zostać Rufus King. Pomimo dualizmu w obozie republikanów, Madison odniósł zdecydowane zwycięstwo nad Pinckneyem.

## Kandydaci

### Demokratyczni Republikanie

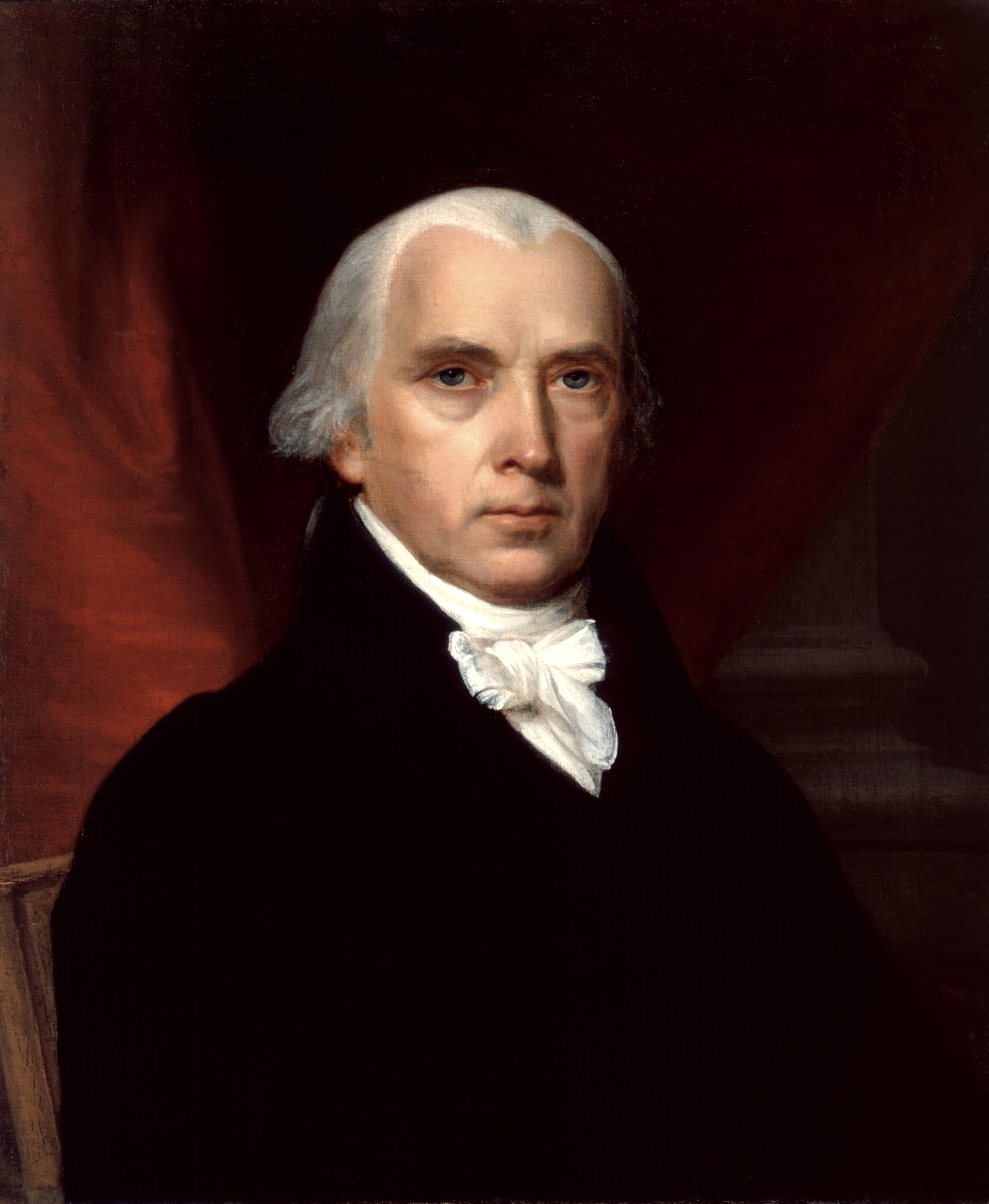
James Madison
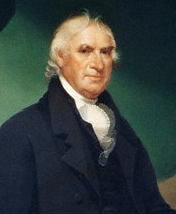
George Clinton
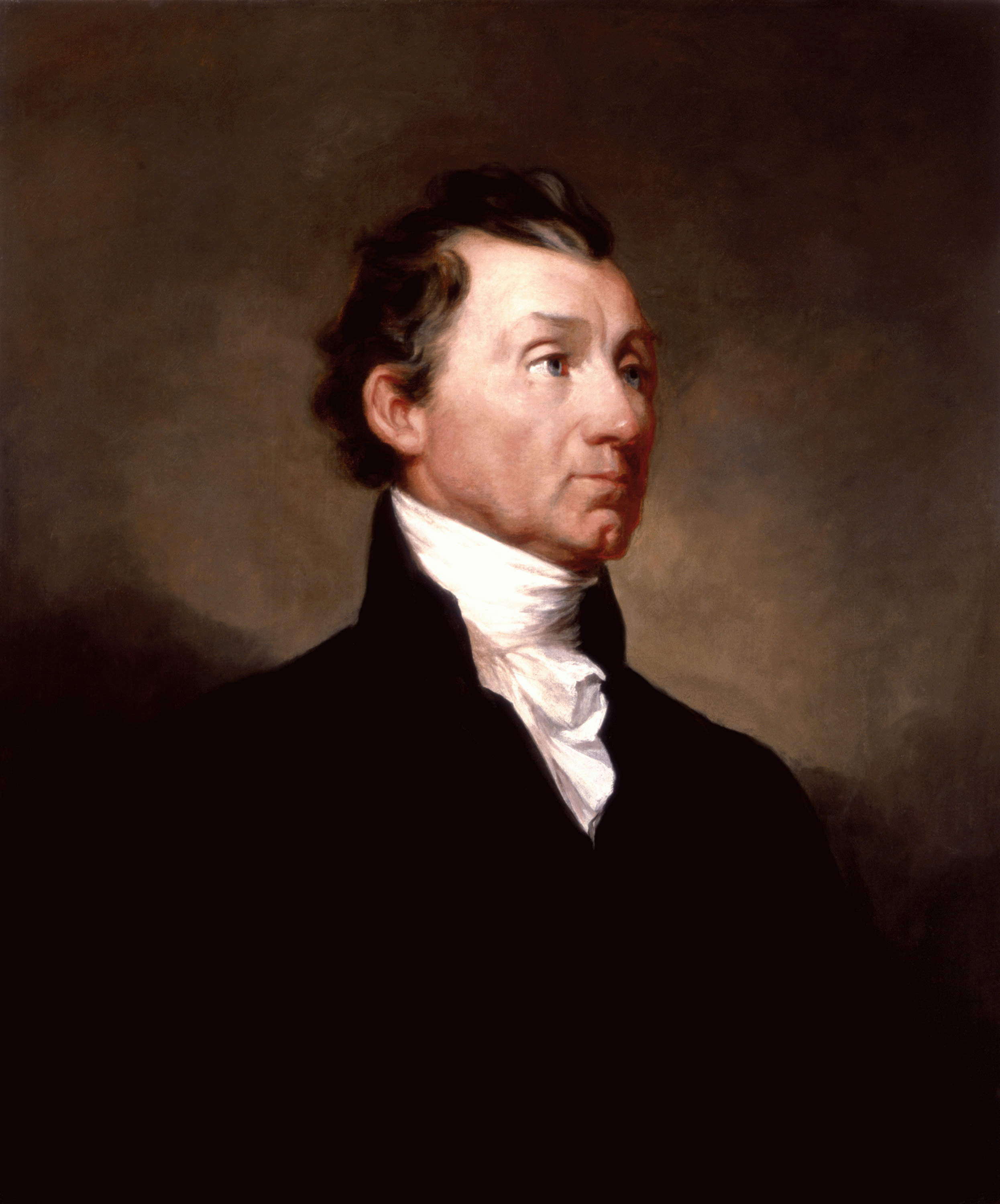
James Monroe

### Federaliści

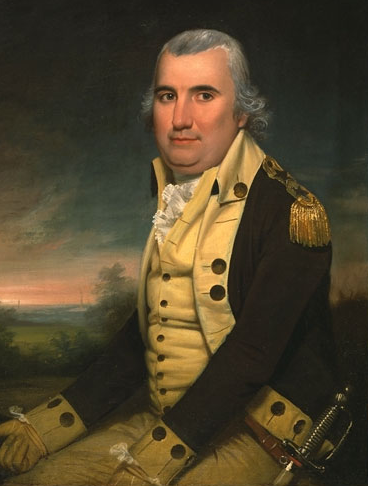
Charles Cotesworth Pinckney
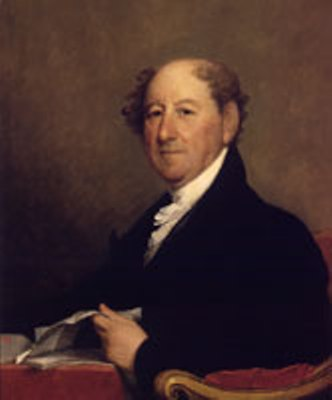
Rufus King

## Wyniki głosowania
Głosowanie powszechne odbyło się w dniach 4–11 listopada 1808 roku i wzięło w nim udział niespełna 193 tys. osób. Madison uzyskał około 64,7% poparcia, wobec 32,4% dla Pinckneya i 2,5% dla Monroego. Kilkaset głosów oddano także na niezależnych elektorów, popierających innych kandydatów. W głosowaniu Kolegium Elektorów (zatwierdzonym 8 lutego 1809) Madison uzyskał 122 głosy, przy wymaganej większości 88 głosów. Jego kontrkandydat otrzymał 47 głosów. Sześć głosów elektorskich ze stanu Nowy Jork, oddano na George’a Clintona. W głosowaniu na wiceprezydenta zwyciężył Clinton, otrzymując 113 głosów. Drugie miejsce zajął Rufus King, na którego zagłosowało 47 elektorów. Dziewięć głosów otrzymał John Langdon, natomiast James Madison i James Monroe – po trzy głosy.
James Madison został zaprzysiężony 4 marca 1809 roku.
| Stan \ Kandydat na prezydenta | James Madison | Charles Pinckney | George Clinton | Razem |
| ----------------------------- | ------------- | ---------------- | -------------- | ----- |
| Connecticut                   | -             | 9                | -              | 9     |
| Delaware                      | -             | 3                | -              | 3     |
| Georgia                       | 6             | -                | -              | 6     |
| Karolina Południowa           | 10            | -                | -              | 10    |
| Karolina Północna             | 11            | 3                | -              | 14    |
| Kentucky                      | 7             | -                | -              | 7     |
| Maryland                      | 9             | -                | 2              | 11    |
| Massachusetts                 | -             | 19               | -              | 19    |
| New Hampshire                 | -             | 7                | -              | 7     |
| New Jersey                    | 8             | -                | -              | 8     |
| Nowy Jork                     | 13            | -                | 6              | 19    |
| Ohio                          | 3             | -                | -              | 3     |
| Pensylwania                   | 20            | -                | -              | 20    |
| Rhode Island                  | -             | 4                | -              | 4     |
| Tennessee                     | 5             | -                | -              | 5     |
| Vermont                       | 6             | -                | -              | 6     |
| Wirginia                      | 24            | -                | -              | 24    |
| Łącznie                       | 122           | 47               | 6              | 175   |

| Stan \ Kandydat na wiceprezydenta | George Clinton | Rufus King | John Langdon | James Madison | James Monroe | Razem |
| --------------------------------- | -------------- | ---------- | ------------ | ------------- | ------------ | ----- |
| Connecticut                       | -              | 9          | -            | -             | -            | 9     |
| Delaware                          | -              | 3          | -            | -             | -            | 3     |
| Georgia                           | 6              | -          | -            | -             | -            | 6     |
| Karolina Południowa               | 10             | -          | -            | -             | -            | 10    |
| Karolina Północna                 | 11             | 3          | -            | -             | -            | 14    |
| Kentucky                          | 7              | -          | -            | -             | -            | 7     |
| Maryland                          | 9              | 2          | -            | -             | -            | 11    |
| Massachusetts                     | -              | 19         | -            | -             | -            | 19    |
| New Hampshire                     | -              | 7          | -            | -             | -            | 7     |
| New Jersey                        | 8              | -          | -            | -             | -            | 8     |
| Nowy Jork                         | 13             | -          | -            | 3             | 3            | 19    |
| Ohio                              | -              | -          | 3            | -             | -            | 3     |
| Pensylwania                       | 20             | -          | -            | -             | -            | 20    |
| Rhode Island                      | -              | 4          | -            | -             | -            | 4     |
| Tennessee                         | 5              | -          | -            | -             | -            | 5     |
| Vermont                           | -              | -          | 6            | -             | -            | 6     |
| Wirginia                          | 24             | -          | -            | -             | -            | 24    |
| Łącznie                           | 113            | 47         | 9            | 3             | 3            | 175   |